# 藤壺中宮
藤壺（日语：／〔〕），是紫式部小說《源氏物語》的角色。《源氏物語》中稱呼為藤壺的女性角色有三人，為避免混淆，也被稱為藤壺中宮（日语：／）或藤壺之宮（日语：／）。光源氏的初戀。

## 生平
藤壺是先帝的第四皇女，父皇過世之後，和自己的兄弟姊妹一起遷出宮廷。在十四歲那年，有人向桐壺帝表示，先帝的第四皇女長得很像已故的桐壺更衣，因此桐壺帝便召她入宮，並封其為藤壺女御，居住在離天皇所居之清涼殿很近的飛香舍。
藤壺女御不但美貌，而且個性開朗又聰明，一時之間被稱為光輝的日之宮（在丰子恺譯本中，又譯為昭陽妃子）。她和光源氏只相差五歲，兩人起初在名份上是繼母與繼子的關係，時常有相處的機會。但是隨著歲月過去，成年後的源氏卻對她抱持著戀慕的感情，藤壺雖然知道，但卻始終遵守禮數不願逾矩。直到有一天她因病回娘家休養，源氏得到機會，私下前往其住所強行求歡，只好有了一夜之情。但那次的一夜情卻使藤壺有了身孕，生下了一個兒子（即後來的冷泉帝），不知情的桐壺帝十分高興，不但封此子為再下一任的皇太子，甚至晉封藤壺為中宮。
不久，桐壺帝退位，朱雀帝即位，朱雀帝之母弘徽殿太后的勢力日漸增長。桐壺帝退位後沒有多久便過世，弘徽殿太后素來憎恨源氏與藤壺中宮，千方百計要除去他們，皇太子的地位也因此而受到威脅。然而此時源氏一心只想著父皇已死、藤壺已是單身，便不斷向藤壺表示求愛的意圖。但藤壺知道如果自己這時和源氏在一起必然會成為被攻擊的把柄，不但是自己，連源氏也會因此受到傷害。於是在桐壺帝法會結束後落髮出家，以斷絕源氏對她的感情。
藤壺出家後，源氏與朧月夜私通的事件被弘徽殿太后、右大臣等人作為把柄，情不得已下才自願流放到須磨。三年後，朱雀帝身邊接連發生不祥之事便迎回源氏，並且退位給冷泉帝。此時源氏已經成熟不少，對藤壺的熱情也終究只能藏在心裡。後來藤壺在三十七歲時過世，使源氏悲痛不已。
藤壺是源氏心中永遠的戀人，源氏因為無法得到她，而一直都在尋找可以替代她的女子。例如：他娶紫之上是因為紫之上貌似藤壺，而後來最終答應朱雀院迎娶女三宮，也是因為她與藤壺有血緣關係。在追求其他女子時，多半亦是在尋找心目中理想戀人的形象。
愛神星上有兩座撞擊坑分別以源氏和藤壺的名字命名，谨以纪念这对恋人阴差阳错间终生无法相守的爱情。
源氏撞擊坑
該坑位於愛神星表面南緯19.5度，西經88.6度附近，半徑約750米，2003年被命名為源氏撞擊坑。
藤壺撞擊坑
該坑位於愛神星表面南緯3.7度，西經62.7度附近，半徑約850米，2003年被命名為藤壺撞擊坑。

## 『藤壺』的含義
壺，中庭也，引申為宮院。藤壺意味：種有藤樹的宮院。由於先帝的皇四女在入宮之後，依其身分住在飛香舍中，而飛香舍因院中植有藤樹，因此飛香舍又稱為藤壺，而藤壺也成為居於飛香舍之嬪妃的代稱，而藤壺女御或藤壺中宮皆意指：居住在植有藤樹的宮院之妃子。
1. ↑  https://planetarynames.wr.usgs.gov/Feature/2140
2. ↑  https://planetarynames.wr.usgs.gov/Feature/2036